# Yvette Thuot
Yvette Thuot est une actrice canadienne née le 13 octobre 1918 à Iberville au Québec et morte le 5 décembre 2021.

## Filmographie

### Cinéma
- 1947 : Maternité
- 1973 : O.K. ... Laliberté
- 1976 : Parlez-nous d'amour
- 1980 : La Revanche de Madame Beauchamp
- 1993 : La Florida
- 1995 : Liste noire
- 1996 : Remue-ménage
- 1996 : Pretty Poison
- 1999 : L'Embellie
- 2003 : Les Invasions barbares
- 2007 : La Brunante
- 2009 : Suzie
- 2010 : Route 132
- 2012 : Laurence Anyways

### Télévision
- 1966 - 1977 : Rue des Pignons : Eugénie-Jeanne Arel
- 1968 - 1972 : Le Paradis terrestre : Laure Gendron
- 1971 : Entre midi et soir : Une mondaine
- 1972 - 1975 : Les Forges de Saint-Maurice : Ursule Dasylva
- 1977 - 1980 : Jamais deux sans toi : Rose Bergeron
- 1978 : Scénario (épisode 13 : La Rose des sables) : La mère de Dominique
- 1978 - 1979 : Drôle de monde
- 1981 - 1983 : Edgar Allan, détective
- 1982 - 1985 : Les Moineau et les Pinson : Mme Houle
- 1984 - 1990 : Épopée rock : Tante Mina
- 1988 : Semi-détaché : Lucie d'Agostino
- 1988 - 1989 : Ma tante Alice
- 1989 - 1992 : L'Or et le Papier
- 1991 - 2005 : Watatatow
- 1999 - 2008 : Histoires de filles
- 2000 : The Secret Adventures of Jules Verne (1 épisode) : Mme Dupuis
- 2004 - 2005 : Smash
- 2005 - 2007 : Vice caché
- 2011 - 2012 : Les Détestables

- N.B. Les années inscrites précédant chaque série télévisée représentent la durée complète de toute la série, la comédienne n'ayant pas nécessairement joué pendant toute la série.

### Théâtre
- 1949 : La Dame de l'aube d'Alexandre Casona, Les Compagnons de Saint-Laurent
- 1969 : Les Fausses Confidences de Marivaux, Théâtre populaire du Québec
- 1983 : Caviar ou Lentilles de Giulio Scarnicci, Compagnie Jean-Duceppe
- 1990 : Chapeau, Théâtre de la Sucrerie
- 1991 : Peer Gynt d'Henrik Ibsen, Théâtre du Nouveau Monde
- 1994 : La Cruche cassée d'Heinrich von Kleist, Théâtre du Vieux-Terrebonne
- 1995 : 50 de Robert Gravel et Jean-Pierre Ronfard, Nouveau Théâtre expérimental / Espace Libre
- 2001 : Silence et cris, Compagnie Carbone 14
- 2004 : Le Procès de Franz Kafka, Théâtre du Nouveau Monde / Centre national des Arts
- 2004 : Au septième ciel de Jean Daigle, Théâtre du Rire
- 2004 : La Cuisine, Théâtre du Nouveau Monde
- 2004 : Faut divorcer de Bertrand-B. Leblanc, Théâtre St-Mathieu de Belœil
- 2004 : Riel de John Coulter, Centre national des Arts
- 2004 : Un chapeau de paille d'Italie d'Eugène Labiche, Théâtre du Rideau vert
- 2004 : Mademoiselle Jane de Michel de Ghelderode, Centre national des Arts